# Pristomerus genalis
Pristomerus genalis är en stekelart som beskrevs av Sawoniewicz 1978. Pristomerus genalis ingår i släktet Pristomerus och familjen brokparasitsteklar. Inga underarter finns listade i Catalogue of Life.